# Maia Pandschikidse

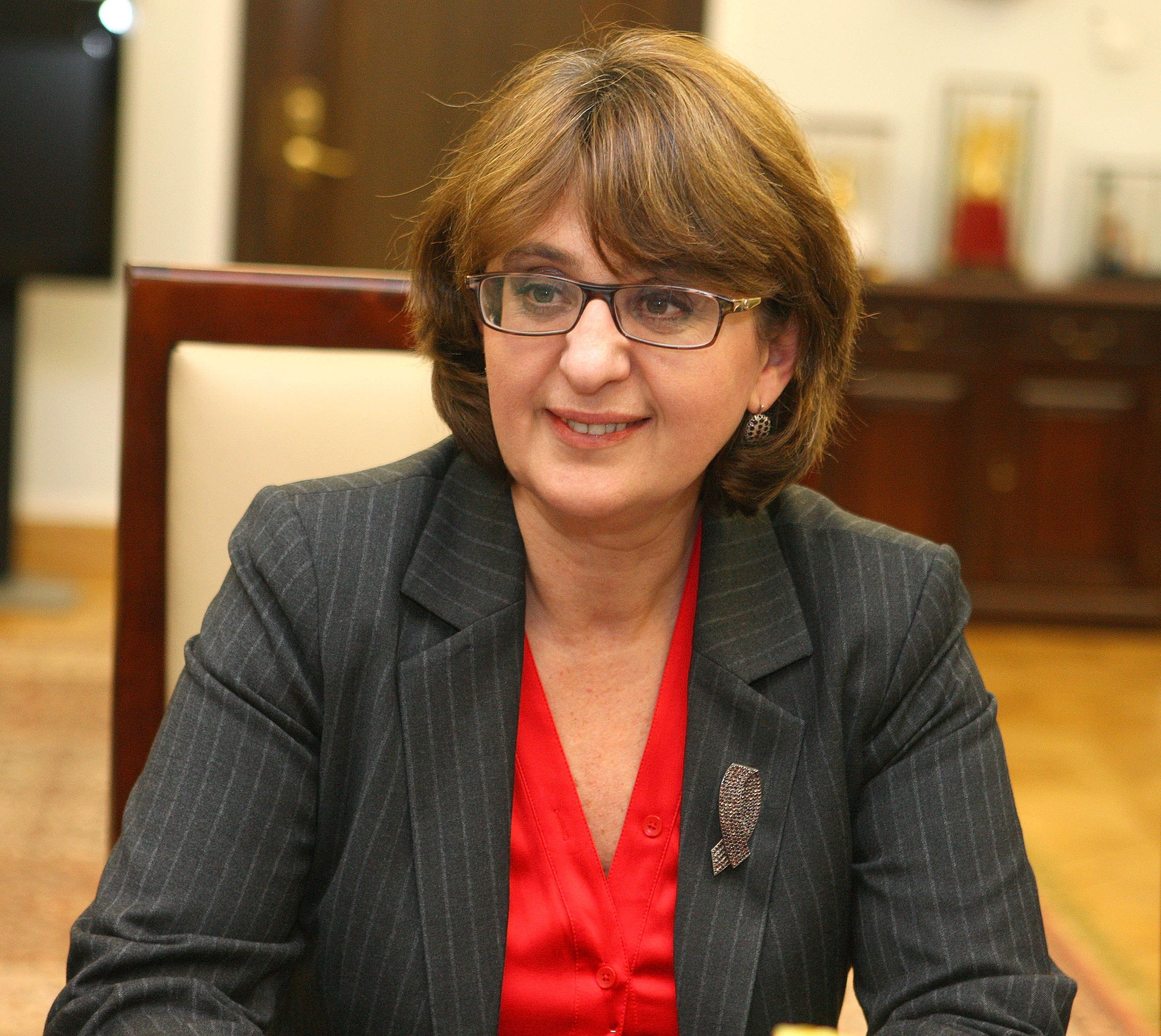
Maia Pandschikidse, Januar 2013

Maia Pandschikidse (georgisch მაია ფანჯიკიძე, oft Maja oder Maia Panjikidze; * 16. Oktober 1960 in Tiflis) ist eine georgische Diplomatin und Politikerin. Die ehemalige Deutschlehrerin trat 1994 in den diplomatischen Dienst Georgiens ein und wurde am 25. Oktober 2012 zur Außenministerin im Kabinett von Bidsina Iwanischwili ernannt. Am 5. November 2014 trat sie von diesem Amt zurück.

## Diplomatische Karriere
Maia Pandschikidse wurde in Tiflis als Tochter des Schriftstellers Guram Pandschikidse geboren. Sie studierte Philologie in Tiflis und Jena und arbeitete als Deutschlehrerin in Tiflis, bevor sie 1994 in den diplomatischen Dienst eintrat. Der Großteil ihrer Karriere stand in Bezug zur georgischen Botschaft in Berlin. Im Jahr 2004 war sie kurzzeitig Vizeaußenministerin; von 2004 bis 2007 war sie georgische Botschafterin in Deutschland und von 2007 bis 2010 in den Niederlanden. Als sie 2010 vom außenpolitischen Dienst suspendiert wurde, machte sie politische Gründe dafür verantwortlich: 2008 gab ihr Schwager Irakli Alasania seinen Posten als georgischer Botschafter in Großbritannien auf und schloss sich der Opposition gegen Präsident Micheil Saakaschwili an.

## Politische Opposition
Im Februar 2012 schloss sich Pandschikidse der Opposition an und wurde die politische Sprecherin von Bidsina Iwanischwili, einem milliardenschweren Geschäftsmann und Gründer der Partei Georgischer Traum–Demokratisches Georgien, die in den Parlamentswahlen am 1. Oktober 2012 gegen die amtierende Vereinte Nationale Bewegung antrat. Während der unruhigen Wahlkampagne fungierte sie als Sprecherin der Opposition unter Iwanischwili und als Leiterin der Parteizentrale.

## Außenministerin im Kabinett Iwanischwili
Nachdem ihre Partei Georgischer Traum die Parlamentswahlen 2012 gewonnen hatte, wurde Pandschikidse am 25. Oktober 2012 zur Außenministerin im Kabinett von Premierminister Iwanischwili ernannt. In ihren ersten Stellungnahmen als Ministerin kündigte sie an, dass Georgiens außenpolitische Prioritäten unverändert blieben. Dies umfasse die Integration des Landes in Europa und dem NATO-Raum, die strategische Partnerschaft mit den vereinigten Staaten, sowie die guten Beziehungen zu den Nachbarstaaten. Pandschikidse fügte hinzu, dass die neue Regierung das Verhältnis zu Russland normalisieren wolle. Allerdings würde Georgien die diplomatischen Beziehungen mit Russland nicht wieder aufnehmen, solange dieses seine Botschaften in den abtrünnigen Regionen Abchasien und Südossetien beibehalte.
Am 5. November 2014 trat sie von diesem Amt zurück, nachdem es zu einem Zerwürfnis innerhalb der Regierung in Folge der Entlassung von Verteidigungsminister Irakli Alassania gekommen war. Ihre Nachfolgerin wurde Tamar Berutschaschwili.